# Vezzola
Il Vezzola è un torrente, lungo 17 km, posto in provincia di Teramo, in Abruzzo, principale affluente di sinistra del fiume Tordino.

## Descrizione
Lo scrittore latino Plinio il Vecchio chiamava questo torrente "Albulata" o "Albulate". Nasce alla quota di 1268 m s.l.m. del monte Ciccone.
Il torrente ha origine dalla confluenza di tre fossi, il più importante dei quali prende il nome di Fonte Grande. Più avanti riceve le acque del fosso Valle, che discende dal Monte della Farina, quindi riceve le acque del fosso Lago Verde, proveniente dal monte Ciccone, e più oltre quelle del Rimaiano. Infine in località Ponte Vezzola, poco a monte di Teramo, riceve, a sinistra, le acque del Fosso Grande.
Il Vezzola è il principale affluente del fiume Tordino, nel quale confluisce da sinistra immediatamente a valle del centro storico di Teramo, dopo averne attraversato il relativo parco fluviale. I due corsi d'acqua, Tordino e Vezzola, cingono il centro storico della città, il cui nome latino "Interamnia" significa appunto "tra i due fiumi".